# Saxifraga clivorum
Saxifraga clivorum är en stenbräckeväxtart som beskrevs av H. Sm.. Saxifraga clivorum ingår i Bräckesläktet som ingår i familjen stenbräckeväxter. Inga underarter finns listade i Catalogue of Life.